# يوشيهيكو وادا
يوشيهيكو وادا (باليابانية: 和田義彦؛ بالكانا: わだ よしひこ) هو رسام ياباني، ولد في 1940 في ميه في اليابان.